# Carl Jansen (Bibliothekar)
Carl Jansen (* 10. Mai 1899 in Traben-Trarbach; † 26. September 1970 in Freiburg im Breisgau) war ein deutscher Bibliothekar.

## Wirken
Carl Jansen studierte Germanistik und Romanistik an den Universitäten Bonn und München und promovierte 1923 an der Universität Bonn mit einer Arbeit über Peter Joseph Rottmann, ein rheinischer Dialekt- und Volksschriftsteller. Jansen absolvierte die Ausbildung zum Diplom-Bibliothekar bei Walter Hofmann (Städtische Büchereihallen Leipzig) und legte hierfür sein Examen 1927 an der Deutsche Bibliothekarschule in Leipzig ab. Kurze Zeit arbeitete er in Königsberg an der Bücherei der Staatlichen Büchereiberatungsstelle für die Provinz Ostpreußen (1928) und an der Staatlichen Büchereistelle in Hannover (1929). Von 1934 bis 1938 war er an der Stadtbücherei in Berlin-Charlottenburg tätig. Im Jahre 1938 wechselte er an die Stadtbibliothek Essen, die er bis zu seinem Eintritt in den Ruhestand 1964 als Direktor leitete. Seine Tätigkeit in Essen umfasste dort die wissenschaftliche Stadtbibliothek, das Büchereisystem dieser Stadt und die Leitung der Staatlichen Büchereistelle für den Regierungsbezirk Düsseldorf. Nach dem Ende des Zweiten Weltkriegs sorgte Jansen für den Wiederaufbau des Büchereisystems in Essen und war in bibliothekarischen Gremien tätig. 
Er veröffentlichte zahlreiche Artikel in der Zeitschrift Bücherei und Bildung (seit 1971 Buch und Bibliothek).